# KC-45 (航空機)
KC-45 (Northrop Grumman/EADS KC-45)は、米ノースロップ・グラマン社と欧EADS社が共同開発を予定していた空中給油機兼輸送機である。元の機体は民間航空機であるA330-200の軍用機版のエアバス A330 MRTTと呼ばれている空中給油機であり、米空軍向けに派生設計された機体に対してKC-45Aという米国側の形式名称が与えられているものである。

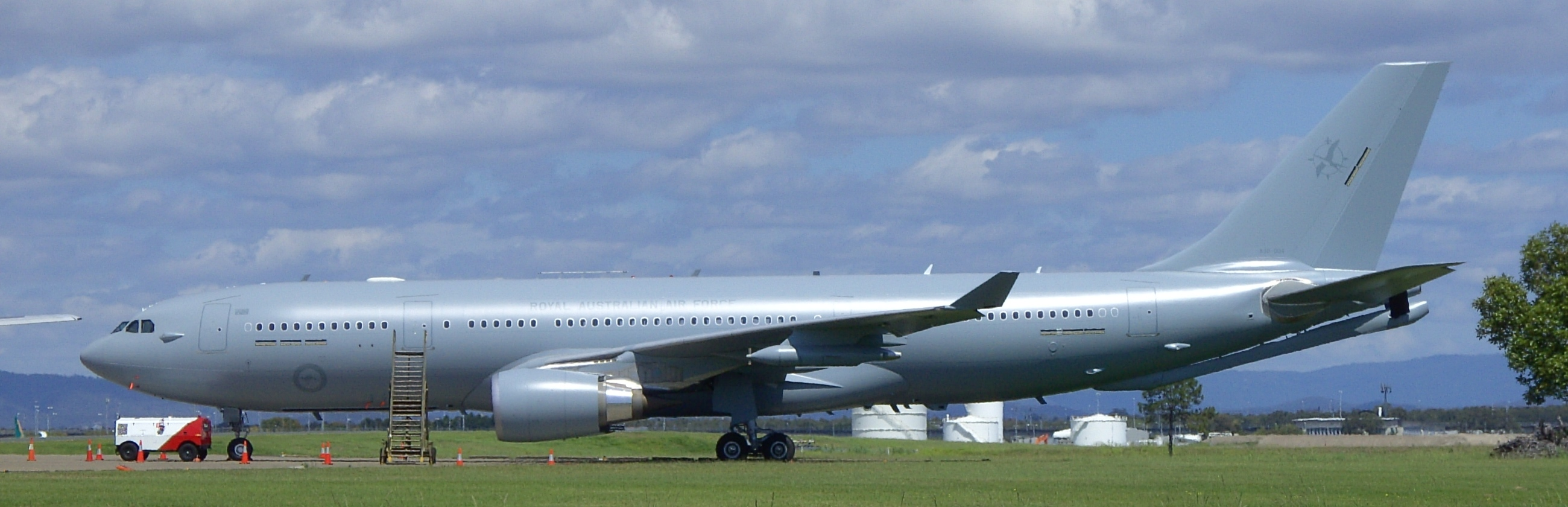
（参考）KC-45Aの元となったエアバスのA330 MRTT

アメリカ空軍が現在、使用しているKC-135ストラトタンカーの後継機として、KC-Xという名称で開発・導入計画が進められており、KC-45A案は米ボーイング社のKC-767案とともに米空軍への採用を争ってきた。2008年2月29日に一度、米空軍からKC-45A案を選定したと発表された後、6月に米会計検査院（GAO）からこの決定に対して見直し勧告が行なわれたため、KC-Xの選定作業は振り出しに戻った。2011年2月24日、再選定により国防総省はKC-46Aの採用を決定したため、KC-45は不採用となった。

## KC-X計画

### 背景
1990年代後半から、アメリカ空軍は老朽化した現有KC-135ストラトタンカーの後継機として、KC-Xの選定計画を進めていた。米空軍ではKC-135EだけでなくKC-135RとKC-10Aエクステンダー、RC-135電子偵察機・特殊電子戦機、E-8Cジョイントスターズ早期警戒管制機等の現在運用中の多くの機体の更新も今後必要となっており、今回の入札に関与している世界の2大航空機メーカーグループでは、入札対象となるKC-135R代替用KC-Xの179機だけでなく、最大600機程のビジネスチャンスを見込んでいる。
2003年頃にKC-767がKC-Xに選定されかけたものの、経済性の再検討やスキャンダルなどもあり、選定の決定は見送られた。
エアバス A330 MRTTの開発を進めていた欧EADS社は、このKC-X選定に応札することを考えるようになり、2007年1月30日に国防総省がプロポーザル入札を発表すると、米ノースロップ・グラマン社を主契約社として、両社は連帯してKC-X選定計画に応札参加した。この時の機体名称は"KC-30T"を用いた。

### 選定の要素
ノースロップ・グラマン/EADS連合のKC-30T案は、対抗機であるボーイング社のKC-767案よりも大型の機体であり、給油と貨物の搭載量の面では優位であったが、ヨーロッパの仏・独主導のエアバス製という他国製の航空機であることによる感情面や雇用面の問題があった。
実際には欧エアバス社は最初の5機の機体を除けば、アラバマ州のモービルにあるEADSノースアメリカ社の新工場で製作される予定である。KC-30T案の米国から見た国産化率は50%程であり、一方の米ボーイング社のKC-767案ではB-767が米日伊（70-15-15%）の共同開発のために元の機体の国産化率は70%程であり、軍用機への変更分を入れても80%程度と見積もられている。さらに、EADSノースアメリカ社の新工場では民間機のA330が製作され、アメリカから海外へと輸出される予定である。
KC-30T案では、米空軍の空中給油方式であるフライングブーム方式の実績がないことも問題になった。

### 選定発表
2008年2月29日にKC-30T案をKC-45として、次期空中給油機に選定したことを発表した。発注機数は179機。しかし、ボーイング社やボーイングの工場がある地元の米国会議員達は、この決定が不当であるとして会計検査院（GAO）に抗議を行った。2008年6月18日にGAOから、「選定過程に重大な誤りがあり問題があった」との裁定が下されたため、選定は振り出しに戻ることとなった。米国防総省はGAOの勧告を受けて、2008年7月9日に空中給油機179機、総額350億ドル相当の再入札を始めた。最終の入札は、2011年2月に行なわれ、ノースロップ・グラマン/EADSではなく、ボーイングが落札、KC-46が採用され、KC-45は不採用となった。

### 生産計画
KC-45A案がKC-X計画に採用されたらならば、以下の工場で生産されることが計画されていた。
初期生産5機の機体はフランス・トゥールーズにあるエアバスの工場で行われる。その後の量産はモービルの工場で行われる計画となっている。初期生産の内の4機のシステム開発試験機の貨物機への改造は独ドレスデンで行なわれるが、それ以降の5機目からは米アラバマ州モービルの新工場で貨物機への改造が行なわれるため、6機目からは機体製造と改造はともにモービルの新工場で行なわれる事になる。

## 機体概要
エアバスA330-200Fを母体とした機体であり、これに空中給油設備が取り付けられている。
主翼にはイギリス製の空中給油ポッドが左右各1基ずつ、胴体末尾にはフライングブーム式/プローブアンドドローグ式の両方の設備が取り付けられている。給油用に使用される燃料は機体分から割り当てられ、上部、下部デッキに給油用燃料タンクは増設されない。
デッキは人員、貨物輸送任務専用として使われ、搭載貨物は軍用パレットに対応している。ベース機体が貨物型なので前部胴体左舷に大型貨物扉がある。